# Zipi y Zape (jeu vidéo)
Cet article concerne le jeu vidéo. Pour la bande dessinée, voir Zipi y Zape.
Zipi y Zape est un jeu vidéo d'aventure graphique développé par Dro Soft (es) et sorti en 1989 sur Amstrad CPC, MSX et ZX Spectrum.